# 聖薩爾基斯教堂
聖薩爾基斯教堂是位於亞美尼亞首都葉里溫的一座亞美尼亞使徒教會的教堂。教堂於1998年開始建設，由紐約的一位亞美尼亞人贊助。聖薩爾基斯教堂的主穹頂高23米。聖薩爾基斯教堂也是亞美尼亞第一個帶有地熱系統的教堂。